# Гройсман Віталій Олександрович
Віталій Олександрович Гройсман (рос. Виталий Александрович Гройсман, 6 травня 1939, Миколаїв, Українська РСР, СРСР — 7 липня 2023, Тольятті, Самарська область, Росія) — радянський і російський лікар, Заслужений лікар РФ (1997), Заслужений тренер СРСР (1997), головний лікар Тольяттінської міської клінічної лікарні № 1 (1982—2015 роки).

## Біографія
Народився 6 травня 1939 року в місті Миколаїв, Українській РСР.
Батько служив боцманом у флоті. У період війни був із сім'єю евакуйований до Бузулука. Після її закінчення повернувся до Миколаєва, в якому Віталій Гройсман закінчив школу, після чого спробував вступати в Ленінграді до фізкультурного інституту, але через отриману травму в ході тренування сальто з трампліну, повернувся додому до Миколаєва, де його батько влаштував учнем тесляра на судноремонтну верф, а згодом військкоматом був направлений до Одеського військово-морського медичного училища.
У 1957—1959 рік навчався в «Одеському військово-морському медичному училищі» по спеціальності фельдшер підводних човнів. Після закінчення в званні лейтенанта за розподілом був направлений за спеціальністю до лав Радянської Армії, з 1959 по 1962 рік, службу проходив у радянських частинах НДР у танковому полку начальником медпункту батальйону
У 1962 році після закінчення служби, зарахований до офіцерів запасу, вступив вчитися на хірурга до Ставропольського державного медичного інституту, в якому він познайомився зі своєю майбутньою дружиною Валентиною. Після закінчення працював в інституті лаборантом на кафедрі лікувальної фізкультури.
1967 року супроводжуючи спортсменів з акробатики на чемпіонаті Союзу в місті Горький (нині Нижній Новгород), головою федерації спортивної акробатики був рекомендований голові Тольяттінського міськвиконкому Василю Прасолову який запросив його тренером з акробатики в Тольятті.
У 1967—1980 роках працював дитячим хірургом-стоматологом, після чого був призначений головним лікарем стоматологічної клініки № 3, паралельно ввечері вів тренування з дитячої жіночої акробатики.
У 1973 році з ініціативи директора Волзького автомобільного заводу Віктора Полякова організував на території пресового виробництва заводську стоматологічну клініку.
1980 року через конфлікт з партійним керівництвом залишив стоматологічну клініку, за підтримки Віктора Полякова був запрошений на автозавод на посаду заступника директора з охорони здоров'я і спорту ВАЗу.
У 1982—2015 роках — головний лікар медсанчастини Куйбишевгідробуду (нині — Тольяттінська міська клінічна лікарня № 1)
У 2015—2017 роках був заступником головного лікаря з розвитку Тольяттінської міської клінічної лікарні № 1 Євгена Сакєєва.
З 2017 року був президентом «Фонду Лікарні № 1 Тольятті».

## Спортивна діяльність
У 12 років став кандидатом у майстри спорту з гімнастики, йому присвоєно 1 розряд зі стрибків у воду, стрибків із жердиною, 2 розряд із плавання.
У 1967 році Гройсман організував у Тольятті школу спортивної акробатики та батуту і вже в 1972 році дві його вихованки стали чемпіонками Росії та Радянського Союзу, за що йому було присвоєно звання «Заслужений тренер РРФСР».
У 1974 році п'ять вихованців Гройсмана стали чемпіонами світу та Європи, а йому присвоюється звання «Заслужений тренер СРСР».
З 1967 по 1993 роки Гройсманом підготовлено як тренером 29 чемпіонів світу та Європи зі спортивної акробатики та стрибків на батуті, вручено 45 золотих медалей «Тренер чемпіона». Це досягнення внесено до Книги рекордів Гіннеса. У цю Книгу внесено ім'я та його вихованки Надії Маслобойщикової — першої жінки у світі, яка виконала подвійне сальто.
1963 року йому присвоєно звання «Майстер спорту з акробатики», а 1966 року — «Майстер спорту зі стрибків на батуті». Суддя міжнародної категорії.
Загалом під його тренерським керівництвом підготовлено 157 майстрів спорту СРСР, у тому числі 28 майстрів спорту міжнародного класу, 9 заслужених майстрів спорту, 34 чемпіони та володарі Кубка Росії, 29 чемпіонів світу та Європи.
З 2003 року — президент Федерації стрибків на батуті, акробатичній доріжці та подвійному міні-трампі Самарської області.

## Політична діяльність
У 1959—1991 роках — член КПРС; з 2001 року — член Єдиної Росії.
У 1986—1993 роках був народним депутатом Тольяттінського міськвиконкому ради народних депутатів.
У 1994—2001 рік депутат Тольяттінської міської думи трьох скликань, Комсомольського району. З обранням депутатом обласної думи достроково склав повноваження депутата міської думи.
9 грудня 2001 року по Комсомольському виборчому округу № 15 обраний депутатом Самарської губернської думи 3-го скликання.
11 березня 2007 року у складі партійного списку Єдиної Росії переобраний депутатом Самарської губернської думи 4-го скликання.
У 2008 році спільно з депутатом Є. Л. Юр'євим висловлював пропозицію, у порядку ст. 12 ФЗ-131 «Про загальні принципи організації місцевого самоврядування в Російській Федерації», приєднати Жигульовськ до Тольятті, проте пропозиція депутатів не була схвалена.
У 2012 році організував і очолив громадський рух — «Моє місто», засновниками якого виступили чотири почесні громадяни міста: будівельник Володимир Гусєв, соціолог Сергій Дьячков, банкір Анатолій Волошин та сам Віталій Гройсман. Очікувалося, що рух братиме участь у майбутніх виборах в думу Тольятті 6-го скликання, але цього не сталося.
У 2016 році обраний на 4 роки головою міської Громадської палати при Тольяттінській міській думі, в 2020 році переобраний в громадську палату, особистий прийом громадян не проводив.
У 2017 році входив до членів конкурсної комісії Думи Тольятті за призначенням Сергія Анаташева на посаду голови міського округу Тольятті.

## Наукова діяльність
1975 року отримав перше свідоцтво про винахід, а загалом є автором 8 винаходів, успішно захистив дисертацію на звання кандидата медичних наук.
У 1981 році нагороджений золотою медаллю ВДНГ СРСР.
У 1996 році захистив вчений ступінь доктора медичних наук.
У січні 1997 року обраний дійсним членом Російської академії природничих наук.
У червні 2008 року на Міжнародному конгресі у Ганновері Гройсману надано звання «Почесний вчений Європи».

## Нагороди
Нагороджений урядовими нагородами: орденом Пошани, медалями «За доблесну працю», «За трудову доблесть», знаком «Відмінник охорони здоров'я».
6 травня 1998 року за клопотанням дирекції Департаменту охорони здоров'я мерії, профспілки працівників охорони здоров'я міста, комітету з фізкультури та спорту мерії міста міською думою присвоєно звання Почесний громадянин міста Тольятті.
8 червня 2004 року ухвалою губернатора Костянтина Тітова, надано звання Почесний громадянин Самарської області.

## Родина
Дружина Валентина Михайлівна Гройсман — лікар-косметолог, кандидат медичних наук, головний лікар приватної косметичної клініки «Центр лікарської косметики від Валентини Гройсман» при Візаві.
Дочка Ірина Гройсман — лікар-косметолог, працює разом із матір'ю, з 2013 року одружена з Олексієм Палагіним. Сім'я володіє вітрильною яхтою, приватною медичною клінікою «Візаві», розташованою на території очолюваної ним лікарні. У 2007 році стверджувалося, що сім'я вийшла зі складу засновників, при цьому дружина і дочка, як і раніше, зберегли свої позиції в клініці, а сам Віталій Гройсман є її науковим керівником.